# 葉照 (嘉靖戊戌進士)
葉照（1519年—？），本姓龔，字以明，江西南昌府南昌縣人，軍籍，明朝政治人物。

## 生平
嘉靖十六年（1537年）丁酉科江西鄉試第四十五名舉人，十七年（1538年）中式戊戌科會試第九十七名，三甲第一百一十三名進士。授镇江府推官，官至南京禮部郎中。

## 家族
曾祖葉思楚；祖父葉景發；父葉時蓋，母何氏。重慶下。弟葉汝敬、葉汝亮、葉汝頤、葉汝文。子葉修。曾孫龔震英。